# Gynoplistia (Gynoplistia) vigilans
Gynoplistia (Gynoplistia) vigilans is een tweevleugelige uit de familie steltmuggen (Limoniidae). De soort komt voor in het Australaziatisch gebied.